# Biserica „Sfântul Nicolae” - Negustori din București
Biserica „Sfântul Nicolae” - Negustori din București este un monument istoric aflat pe teritoriul municipiului București. În Repertoriul Arheologic Național, monumentul apare cu codul 179132.122.